# 德士古

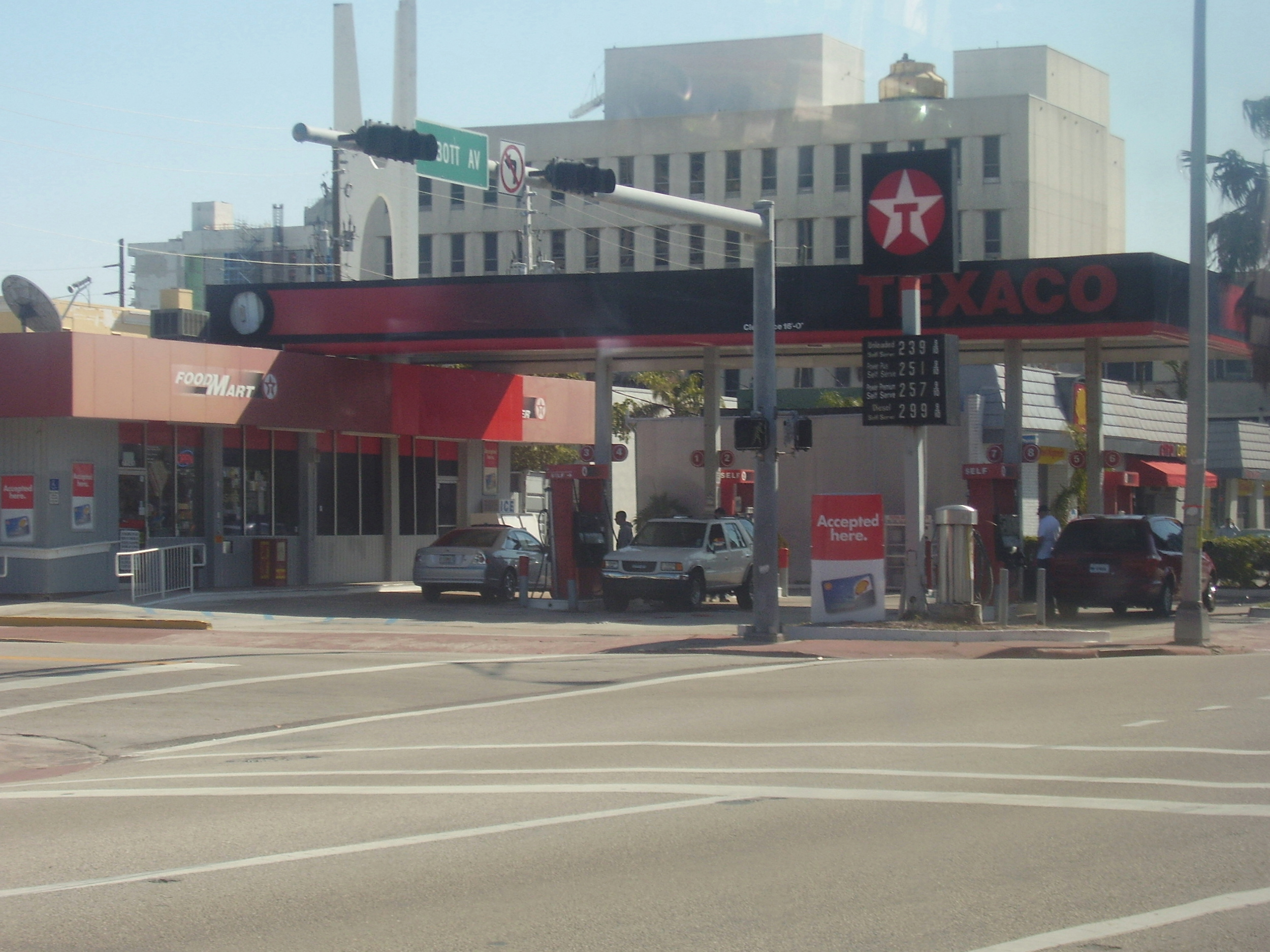
位于美国佛罗里达州迈阿密海滩的一家德士古加油站。

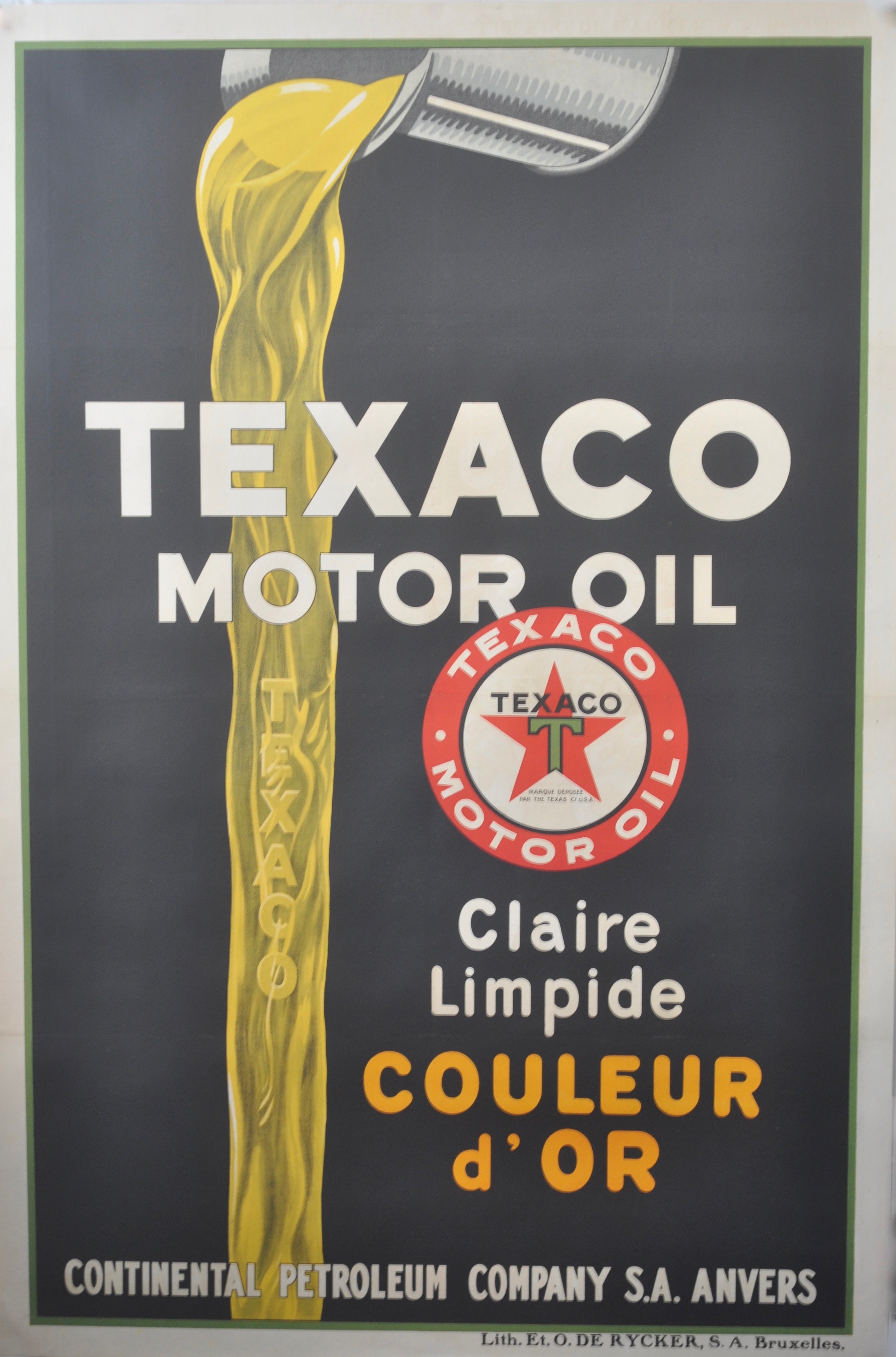
Texaco 廣告 (1928)

德士古（英語：Texaco，为The Texas Company（德克萨斯公司）之缩写）是美国一家石油公司，于1901年成立于德克萨斯州的博蒙特，当时称为Texas Fuel Company，参与了纺锤顶油田的开发，不久成为第一家在美国各州均有销售活动的大公司。20世纪30年代，德士古大力开拓海外市场。1936年与加利福尼亚标准石油公司共同成立了加德士石油公司。1959年公司更改為現名。70年代，由于国际油价暴涨，公司利润猛增，随即展开了大规模兼并。其中1985年以120亿美元兼并了格蒂石油公司，为当时国际石油界最大的一次兼併活动。2001年被雪佛龙收购。

## 美商德士古火油公司
美商德士古火油公司（The Texas Company， American Kerosene）1919年先后在上海、广州、汉口、天津、青岛等地设分公司，并在一些中小城市设分支机构，向中国输出煤油。分公司设大班（经理）、二班（副理，主管业务）、三班（会计）各一人。洋商火油广告铺天盖地，乡间铁路、公路、河道沿线常见火油广告，穷乡僻壤的小杂货店也挂上了广告牌子。德士古火油有红星牌（HUNG SING）、幸福牌、银箱牌三种。
太平洋战争爆发后，在华企业被日本接收，部分油栈及设备毁于战火。1946年恢复在华营业。1950年底由于中美在朝鲜交战，停止在华活动。
- 德士古天津分公司：成立于1919年11月1日，公司地址最初在英租界海大道（今大沽路），后迁至领事道（今大同道）礼和洋行内，再迁往中街（今解放北路）华比银行楼里。天津公司的营业范围涉及天津、河北、山西，以及东北三省，还有内蒙古、山东、河南部分地区。[2]
- 镇江德士古公司旧址：镇江市长江路207号。
- 德士古广州分公司：位于沙面。1951年2、3月间，广州市政府派出代表来公司与全体职工协商，按照每个职工每月的原薪额，发给八个月工资，作为每个职工的解雇费。